# In Rock
Albums de Deep Purple
Deep Purple
(1969) Fireball
(1971)
Singles
1. Black Night / Speed King
Sortie : juin 1970

Deep Purple In Rock est le quatrième album studio du groupe de hard rock britannique Deep Purple, sorti le 3 juin 1970 sur le label EMI Harvest et produit par le groupe.

## Historique
En juin 1969, Jon Lord, Ian Paice et Ritchie Blackmore louent un petit local de répétition dans le Hanwell Community Centre à Londres. Le 16 juin, alors que Rod Evans et Nick Simper font encore partie du groupe, ils y sont rejoints par les deux nouveaux membres Ian Gillan (chant) et Roger Glover (basse) et commencent à travailler sur le nouvel album du groupe. Deep Purple « Mark II » est né et la plupart des titres de cet album voient le jour lors de ces répétitions.
L'enregistrement de l'album se fait dans trois différents studios londoniens, les studios IBC, De Lane Lea et Abbey Road. L'album est produit par le groupe. C'est le premier album sur lequel travaille Martin Birch qui est l'ingénieur du son des studios De Lane Lea.
Cet album pose les bases d'un nouveau genre musical que les critiques de l'époque appelleront hard rock. Il contient plusieurs classiques du groupe, notamment Speed King et Child in Time.
Il est leur premier succès en Europe, les albums précédents s'étant classés uniquement dans les charts nord-américains. Il se classe en 4e position des charts britanniques où il reste classé pendant 68 semaines, en 7e place en France et en tête du hit-parade en Allemagne. Aux États-Unis, il n'atteint que la 143e place du Billboard 200.
Le single Black Night, absent des éditions britanniques, européennes et américaines, mais présent sur l'édition mexicaine, est le premier single du groupe à entrer dans les charts du Royaume-Uni, il y atteint la 2e place, le 15 août 1970.
En 1995, In Rock est réédité par EMI à l'occasion du vingt-cinquième anniversaire de sa sortie. Remasterisé sous la supervision de Roger Glover, l'album comprend un livret d'une vingtaine de pages et plusieurs titres bonus, dont des inédits et des titres remixés par Glover.
L'album est cité dans l'ouvrage de référence de Robert Dimery Les 1001 albums qu'il faut avoir écoutés dans sa vie et dans un bon nombre d'autres listes.
La chanson Child in Time est remixée et utilisée dans la bande annonce de la cinquième et dernière saison de la série américaine Stranger Things. Le groupe sortira également le remixe de la chanson plus tard.

## Pochette
La pochette montre les membres du groupe dans une sculpture inspirée du mont Rushmore. De gauche à droite :
- Ian Gillan (pour George Washington)
- Ritchie Blackmore (pour Thomas Jefferson)
- Jon Lord (pour Theodore Roosevelt)
- Roger Glover (pour Abraham Lincoln)
- Ian Paice (visage additionnel)

## Titres
Toutes les chansons sont écrites et composées par Ritchie Blackmore, Ian Gillan, Roger Glover, Jon Lord et Ian Paice, sauf pour Child in Time qui est basé sur la chanson psychédélique Bombay Calling de It's a Beautiful Day, composée par David LaFlamme et Vince Wallace)..
| 1. | Speed King    | Studios IBC (intro), Studio De Lane Lea | 5:49  |
| 2. | Bloodsucker   | Studios Abbey Road                      | 4:10  |
| 3. | Child in Time | Studios IBC                             | 10:14 |

| 4. | Flight of the Rat | Studios De Lane Lea | 7:51 |
| 5. | Into the Fire     | Studios IBC         | 3:28 |
| 6. | Living Wreck      | Studios IBC         | 4:27 |
| 7. | Hard Lovin' Man   | Studios De Lane Lea | 6:38 |

| 8.  | Black Night (version single originale)       | 3:28 |
| 9.  | Studio chat 1                                | 0:33 |
| 10. | Speed King (version piano)                   | 4:14 |
| 11. | Studio chat 2                                | 0:25 |
| 12. | Cry Free (remix de Roger Glover - inédit)    | 3:20 |
| 13. | Studio chat 3                                | 0:05 |
| 14. | Jam Stew (instrumental inédit)               | 2:30 |
| 15. | Studio chat 4                                | 0:40 |
| 16. | Flight of the Rat (remix de Roger Glover)    | 7:53 |
| 17. | Studio chat 5                                | 0:31 |
| 18. | Speed King (remix de Roger Glover)           | 5:52 |
| 19. | Studio chat 6                                | 0:23 |
| 20. | Black Night (remix de Roger Glover - inédit) | 4:47 |

## Musiciens
- Ritchie Blackmore : guitares
- Ian Gillan : chant
- Roger Glover : basse
- Jon Lord : orgue Hammond, piano
- Ian Paice : batterie, percussions

## Charts et certifications
| Année | Pays        | Durée du classement | Meilleur classement |
| ----- | ----------- | ------------------- | ------------------- |
| 1970  | Allemagne   | 27 semaines         | 1er                 |
| 1970  | États-Unis  | 21 semaines         | 143e                |
| 1970  | France      | 29 semaines         | 7e                  |
| 1970  | Italie      | -                   | 19e                 |
| 1970  | Norvège     | 33 semaines         | 5e                  |
| 1970  | Royaume-Uni | 68 semaines         | 4e                  |
| 2010  | Italie      | 1 semaine           | 78e                 |

| Pays        | Certification | Ventes    | Date       |
| ----------- | ------------- | --------- | ---------- |
| États-Unis  | Or            | 500 000 + | 27/01/2001 |
| France      | Or            | 100 000 + | 1977       |
| Italie      | Or            | 25 000 +  | 2019       |
| Pays-Bas    | Or            | 40 000 +  | 2002       |
| Royaume-Uni | Or            | 100 000 + | 22/07/2013 |

### Charts singles
| Date    | Single      | Chart               | durée du classement | Position |
| ------- | ----------- | ------------------- | ------------------- | -------- |
| 1970-71 | Black Night | Single Top 100      | 18 semaines         | 2e       |
| 1970-71 | Black Night | Ö3 Austria Top 40   | 12 semaines         | 4e       |
| 1970-71 | Black Night | (V) Ultratop        | 11 semaines         | 6e       |
| 1970-71 | Black Night | RPM Top Singles     | 2 semaines          | 67e      |
| 1970-71 | Black Night | Hot 100             | 6 semaines          | 66e      |
| 1970-71 | Black Night | Top 100             | 24 semaines         | 7e       |
| 1970-71 | Black Night | VG-lista            | 13 semaines         | 2e       |
| 1970-71 | Black Night | Mega Top 50         | 9 semaines          | 8e       |
| 1970-71 | Black Night | UK Singles Chart    | 21 semaines         | 2e       |
| 1970-71 | Black Night | Schweizer Hitparade | 14 semaines         | 1er      |